# Geórgios Boúglas
Geórgios Boúglas (Griego moderno: Γεώργιος Μπούγλας; Trikala, 17 de noviembre de 1990), también llamado Yórgos Boúglas, es un ciclista griego, miembro del equipo Burgos Burpellet BH.

## Palmarés
2012
- 2.º en el Campeonato de Grecia en Ruta

2013
- 2.º en el Campeonato de Grecia en Ruta
- 2 etapas del Tour de Rumania

2014
- Campeonato de Grecia en Ruta

2016
- 3.º en el Campeonato de Grecia Contrarreloj

2018
- 1 etapa de la Vuelta al Lago Qinghai[1]

2019
- 2.º en el Campeonato de Grecia Contrarreloj
- 1 etapa de la Vuelta al Lago Qinghai

2021
- 1 etapa de la In the footsteps of the Romans

2022
- 3.º en el Campeonato de Grecia Contrarreloj
- Campeonato de Grecia en Ruta

2023
- 1 etapa del Tour de Japón
- Campeonato de Grecia en Ruta

2024
- 3.º en el Campeonato de Grecia Contrarreloj
- 2.º en el Campeonato de Grecia en Ruta

2025
- Campeonato de Grecia Contrarreloj
- 2.º en el Campeonato de Grecia en Ruta